# Travis Mutyaba
Travis Mutayba, né le 7 août 2005 à Nansana, est un footballeur international ougandais. Il joue au poste de milieu offensif avec les CS Sfaxien.

## Carrière

### En club
En août 2021, il signe pour trois saisons à Villa SC.
Il est recruté par les Girondins de Bordeaux en octobre 2024.

### En sélection
Il est convoqué pour la première fois en sélection à l'âge de 16 ans quand il dispute son premier match lors d'une rencontre amicale gagnée 2-0 contre la Tanzanie. Le 28 août 2022, il signe son premier but international lors de la victoire 1-0 contre la Tanzanie.